# Humada (kommunhuvudort)
Humada är en kommunhuvudort i Spanien.   Den ligger i provinsen Provincia de Burgos och regionen Kastilien och Leon, i den norra delen av landet, 250 km norr om huvudstaden Madrid. Humada ligger 958 meter över havet och antalet invånare är 173.
Terrängen runt Humada är lite kuperad. Runt Humada är det mycket glesbefolkat, med 2 invånare per kvadratkilometer. Närmaste större samhälle är Villadiego, 17,8 km söder om Humada. Trakten runt Humada består i huvudsak av gräsmarker.